# اردویک (صربستان)
اردویک (به لاتین: Erdevik) یک منطقهٔ مسکونی در کرواسی است که در Šid Municipality واقع شده‌است. اردویک ۶۳٫۹۰ کیلومتر مربع مساحت و ۲٬۷۳۶ نفر جمعیت دارد و ۱۲۱ متر بالاتر از سطح دریا واقع شده‌است.